# 第210独立強襲連隊 (ウクライナ陸軍)
第210独立強襲連隊 ベルランゴ（だい210どくりつきょうしゅうれんたいベルランゴ、ウクライナ語: 210-й окремий штурмовий полк）は、ウクライナ陸軍の連隊。陸軍司令部隷下。

## 概要

### ロシアのウクライナ侵攻

#### 北部・キーウ戦線

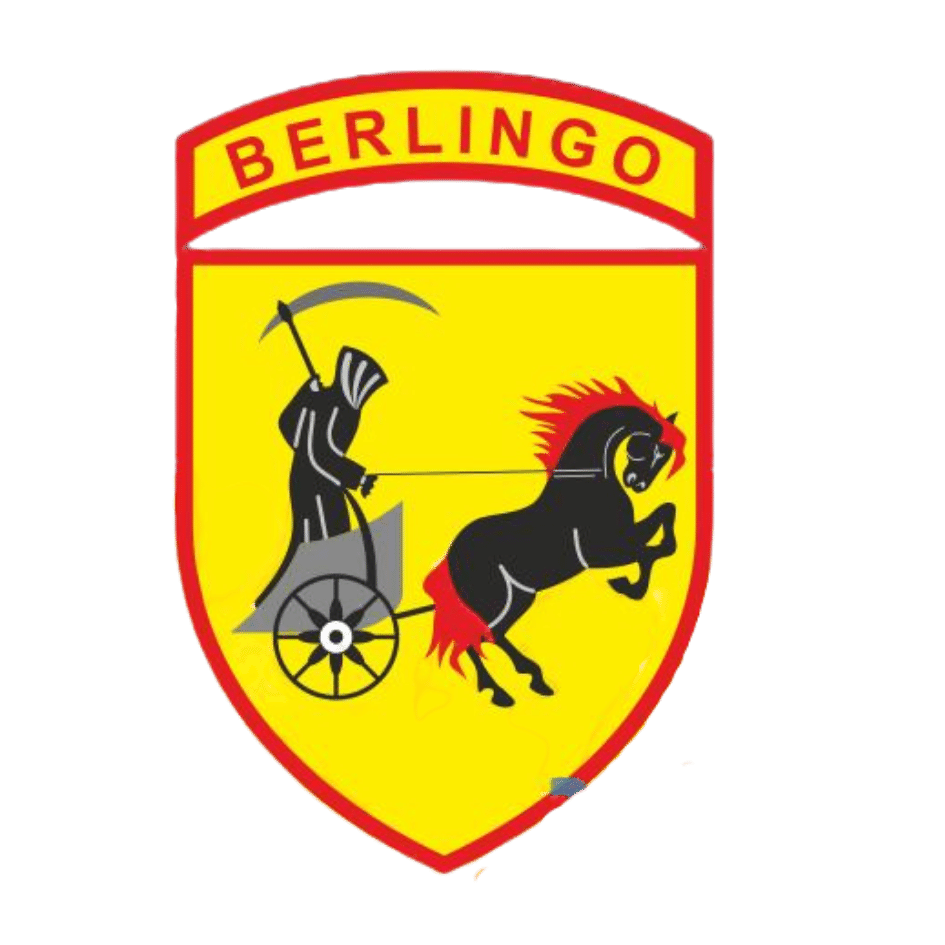
第210独立特務大隊章

2022年3月10日、ロシアのウクライナ侵攻の影響に伴い、独立大統領旅団隷下の第210独立特務大隊として創設された。
2022年3月、北部キーウ州に配備され、第8特務連隊と共に攻勢を開始した。主力部隊の援護主体だったため、戦死者無しでシュピトキ、ヤスノホロドカ、モティジン、ヴィトリウカを解放し、4月にロシア軍はキーウ方面から撤退した。任務遂行に操縦性の良いシトロエン・ベルランゴを活用していたことから、「ベルランゴ大隊」と呼ばれるようになった。
2022年4月、陸軍司令部隷下に配属された。

#### 東部・バフムート戦線
2022年6月、激戦地の東部ドネツィク州バフムート地区に再配置され、友軍の救援でバフムート方面を防御したが、キーウ戦線とは一転して損害に苦しんだ。

#### 東部・スヴァトヴェ-クレミンナ戦線
2023年11月、北東部ハルキウ州クプヤンシク地区に再配置され、友軍の救援でクプヤンシク方面を防御した。
2024年8月、部隊増強に伴い、第210独立強襲連隊に改編された。

#### ロシア・クルスク戦線
2025年1月、ロシア・クルスク州に再配置され、クルスク方面に展開した。

## 編制
- 連隊本部（キーウ）
- 第1強襲大隊
- 第2強襲大隊
- 工兵中隊
- 無人機中隊